# Vertrauensdienstegesetz
Das deutsche Vertrauensdienstegesetz (VDG) ergänzt die eIDAS-Verordnung (EU) Nr. 910/2014. Sie bestimmt die Mitwirkungspflichten der Anbieter, die Vertrauensdienste erbringen (wie Erstellung, Überprüfung und Validierung von elektronischen Signaturen), und legt in diesem Zusammenhang die zuständige nationale Aufsicht fest. Das Vertrauensdienstegesetz löste das Signaturgesetz (SigG) ab, das am 29. Juli 2017 außer Kraft trat.

## Wesentliche Änderungen
Die wesentlichen Regelungen sind bereits in der europäischen eIDAS-Verordnung enthalten, die als unmittelbar geltendes Unionsrecht keiner Umsetzung bedarf. Das VDG schafft vor allem die Voraussetzungen für einen effektiven Vollzug der eIDAS-Verordnung und ist daher deutlich kürzer als der Vorgänger Signaturgesetz.
Die neuen Begrifflichkeiten der EU-Verordnung wurden ebenfalls eingearbeitet: Aus dem ehemaligen Zertifizierungsdiensteanbieter (ZDA) wurde der Vertrauensdiensteanbieter (VDA). Ebenso übernimmt das Vertrauensdienstegesetz die neue Unterscheidung zwischen qualifizierter elektronischer Signatur (für natürliche Personen) und qualifizierten elektronischen Siegeln (für juristische Personen).
Im VDG wurden die nationalen Zuständigkeiten aktualisiert zwischen der Bundesnetzagentur (BNetzA), Bundesamt für Sicherheit in der Informationstechnik (BSI) und der Deutschen Akkreditierungsstelle (DAkkS). Die Bundesnetzagentur wurde Aufsichtsbehörde für elektronische Signaturen, elektronische Siegel, elektronische Zeitstempel und elektronische Einschreiben-Zustelldienste; das BSI für Webseiten-Zertifikate.
Mit dem VDG entfiel die Aufgabe der Bundesnetzagentur den sogenannten „Algorithmenkatalog“ zu führen. Übergangsweise gab die Bundesnetzagentur noch eine Empfehlungs-Linkliste für die Vertrauensdiensteanbieter heraus.

## Verordnung
Das Vertrauensdienstegesetz von 2017 wird durch die Vertrauensdiensteverordnung vom 15. Februar 2019 näher ausgestaltet (BGBl. I S. 114). Analog des VDG widmet sich die zugehörige Verordnung ausschließlich der qualifizierten Signatur.

## Bekanntgabe der Dienstleister
Eine Liste der Vertrauensdienstleistungen und Vertrauensdienstleister wird von der Bundesnetzagentur bekannt gegeben.